# Николаевская церковь (Симбирск)
Церковь Николая Чудотворца (Церковь иконы Божией Матери Казанская) — утраченная православная церковь Симбирской епархии в городе Ульяновске. Построена 1796-1801 годах в русском стиле. Разрушена коммунистами в 1932 году.

## История
Первоначально в Стрелецкой слободе (примыкала к северной стороне Симбирского кремля) находилась деревянная однопрестольная церковь во имя Казанской иконы Божией Матери, освящённая 31 августа 1651 г. Не ранее 1708 года при Казанской церкви с восточной стороны построена Никольская церковь, и она становится двухпрестольной. В 1768 году были построены каменные одноэтажная церковь и сторожка. После постройки в непосредственной близости от неё Губернаторского дома Никольская церковь стала называться «Дворцовой». В 1792-1796 годах обветшавшая Казанская церковь была построена вновь как каменная тёплая церковь, которая была освящена 9 мая 1796 г.
Здание церкви сочетало в себе элементы русского стиля (закомары, кокошники, шатровые и луковичные главки) и формы русского барокко. Это придавало церкви облик «оригинальности», но без «пестроты, с соблюдением строгой соответственности и приличия, красоты и прочности». Автор проекта неизвестен.

Губернаторский дом, за ним — Никольская церковь.

В 1796-1801 годах обе церкви были построены заново и впоследствии освящены 25 августа 1801 г. При этом обе части, тёплая и холодная, существовали как самостоятельные храмы, не имеющие соединительного входа. Тёплая, западная, посвящена в честь Казанской иконы Божией Матери, а холодная, восточная — во имя св. Николая Мирликийского. Этим фактом и объясняется давнишнее существование двух названий церкви.

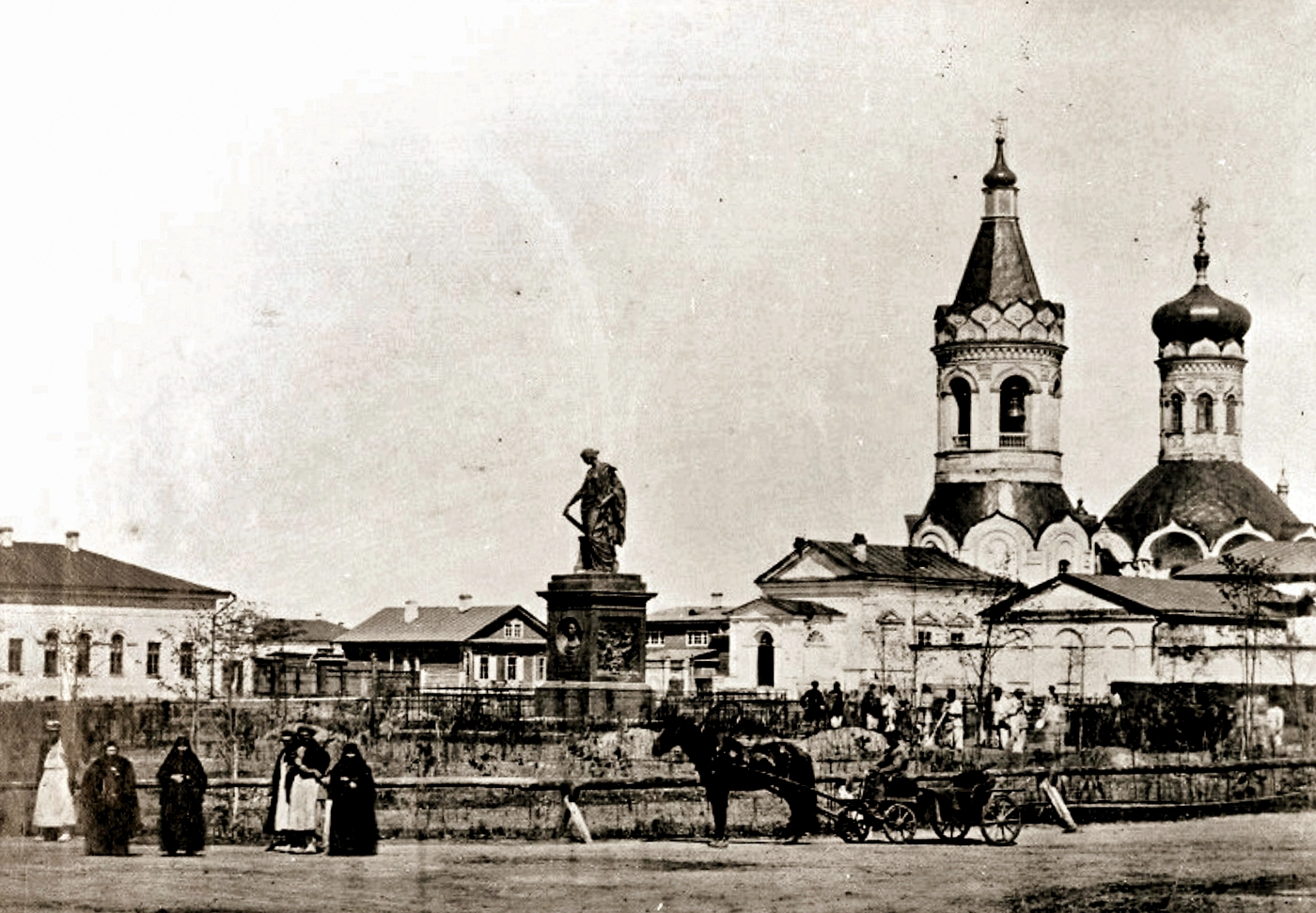
Разбивка Карамзинского сада в 1867 г. Памятник Н. М. Карамзину и Николаевская церковь.

В Симбирском пожаре 1864 года церковь сильно пострадала от пожара и была восстановлена в 1866 году. Во второй половине XIX века неоднократно ремонтировалась и обновлялась, но всегда считалась наиболее красивой церковью в городе.

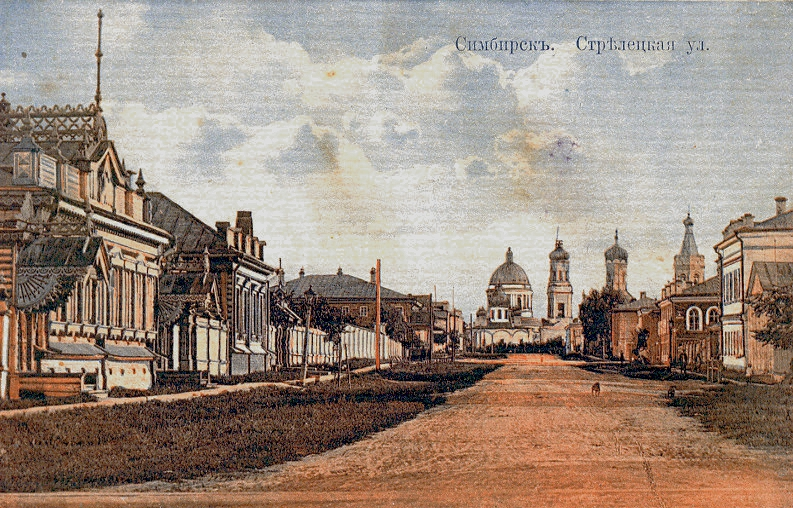
Открытка 1900 г. Симбирск. Стрелецкая улица.

В 1870 году в ней крестили В. И. Ульянова (Ленина).
В 1875 году при церкви было учреждено братство св. Николая Чудотворца, которое должно было «способствовать благолепию храма св. Николая Чудотворца и … помогать вообще нуждающимся воспитанникам учебных заведений города». Предметом своих попечений братство избрало воспитанников недавно открытой Симбирской военной гимназии. После постройки в гимназии в 1879 году домовой церкви братство было причислено к этой церкви. На 1882 год церковь занимала 158 кв. саж. Приход этой церкви составлял 1378 чел. (1916 год). Церковь входила в число охраняемых архитектурных памятников города Ульяновска.

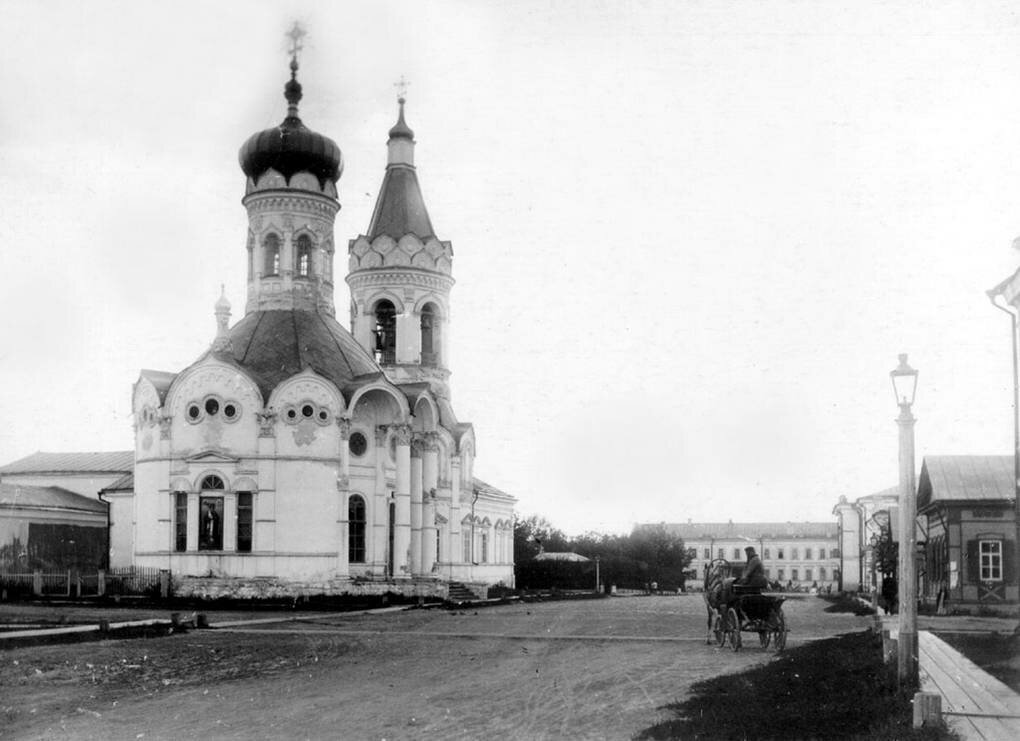
Никольский храм (Симбирск, фото М. П. Дмитриев, 1894).

12 (24) января 1897 года в этой церкви венчался Григорий Суров с Елизаветой Васильевной, свидетелем на свадьбе был Алексей Аладьин.
На 1900 год в храме было два престола: в холодном (восточном) — во имя Святителя и Чудотворца Николая и в тёплом (западном) — в честь Казанской иконы Божьей Матери. Причт состоял из священника и псаломщика. У священника был собственный дом, псаломщик жил на квартире. Капитал Причта 3150 руб. 14 коп. Прихожан в городе Симбирске в 43 дворах — 114 м. и 125 женщин.
В апреле 1930 года церковь ещё функционировала, относилась к обновленческому течению. Но в июне 1930 года уже были сняты и изъяты колокола общим весом 237 пудов 20 фунтов. На её колокольне было 9 колоколов. Главный из них весил 138 пудов. Церковь была закрыта в 1931 году постановлением большого президиума Ульяновского горсовета РК и КД от 22-23 сентября 1931 г. на основании «заключения технической комиссии… о закрытии как угрожающую опасностью», а в 1932 году была разобрана.
В 2014 году в сквере «Возрождения Духовности» Никольской церкви установлен памятный знак.

### Посещение церкви Высокими Особами
Ввиду того, что церковь примыкала к Губернаторскому дому, то её посещали Высокие Особы:
В 1824 году её посетил Александр I.
В 1836 году во время своего посещения Симбирска Николай I в этой церкви слушал Божественную Литургию.
В 1837 году её посетил Александр II, будучи наследником.
В 1863 году её посетил цесаревич Николай Александрович (сын Александра II).

## Святыни
- В иконостасе, за правым клиросом, была помещена особо чтимая икона святителя Николая, по преданию принадлежавшая стрельцам. За левым клиросом — икона Владимирской Божьей Матери. У правой стены на особом киоте — небольшая икона святителя Николая с надписью, что эта икона «сооружена от усердия нижних чинов Саратовской команды внутренней стражи 1828 года»[13].
- Евангелия (1784 г.), напрестольные кресты, потир 1814 года, дарохранительницы (1789 г.), сосуды, венцы, церковные книги XVIII века[13].

## Духовенство
- Протопоп Александр Никитин (на 1801)[14];
- Священник Виктор Фёдорович Боголюбов (1866 — 1869), затем переведён в Тихвинскую церковь[15][16];
- Священник Василий Петрович Умов (с 1869 по 1881)[17]; дьячок Владимир Знаменский (на 1870)[4][5];
- Протоиерей Николай Андреевич Фармаковский (с 1.1881 — 14.01.1881 †)[17];
- Священник Феофан Яблонский (с 20.01.1881)[12];
- Протоиерей Стефан Иванович Зернов (с 22.12.1883 по 3.1887)[12];
- Священник Михаил Фёдорович Троицкий (с 3.1887 по 8.1887)[12];
- Настоятель Гавриил Михайлович Сергиевский (с 8.1887)[12];

## Галерея

Памятный знак в сквере «Возрождения Духовности» — «Никольская церковь».
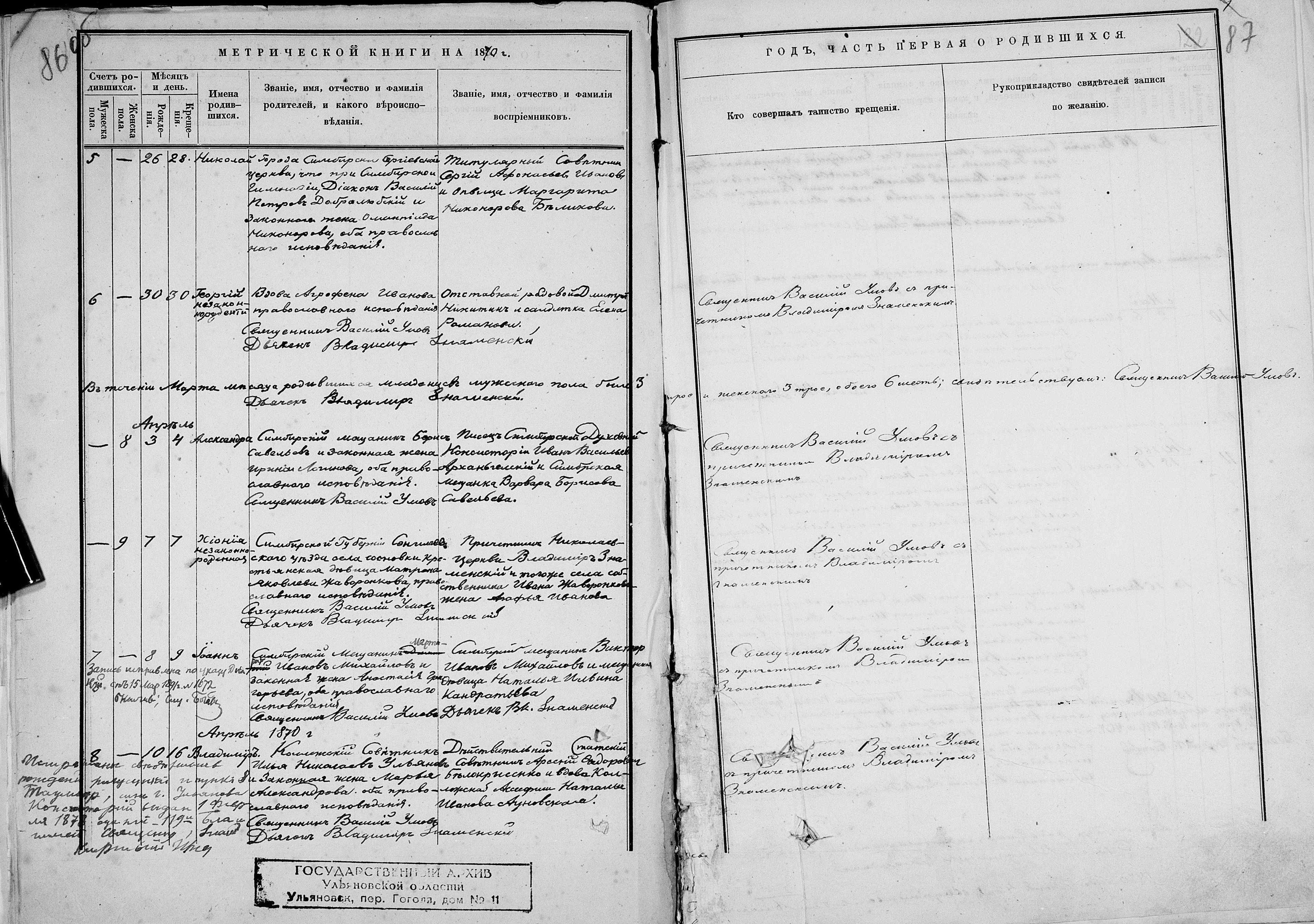
Запись в метрической книге о крещении Владимира Ильича Ульянова (Ленина), 16.04.1870 г.
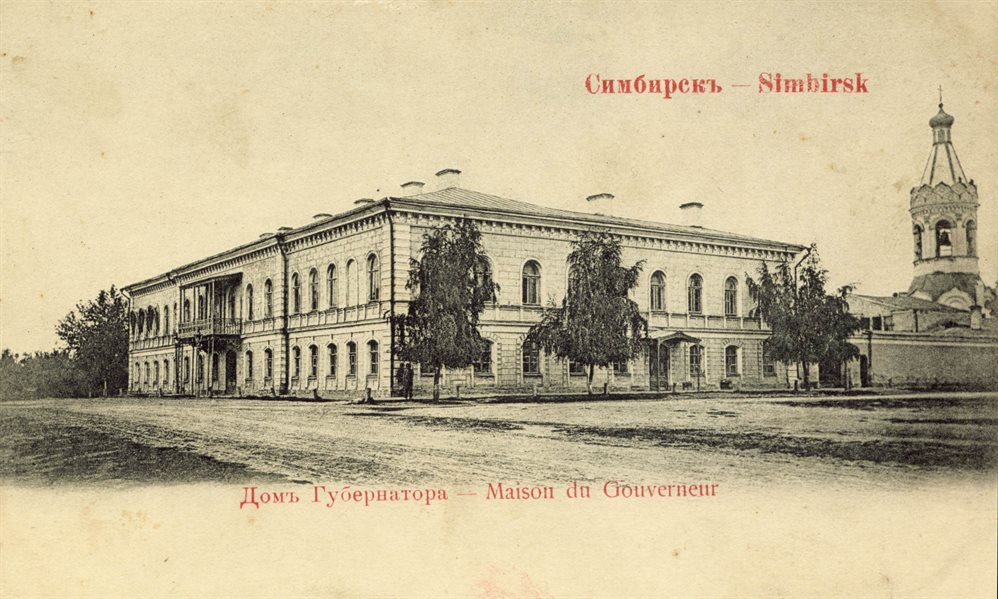
Дом губернатора и Никольская церковь.
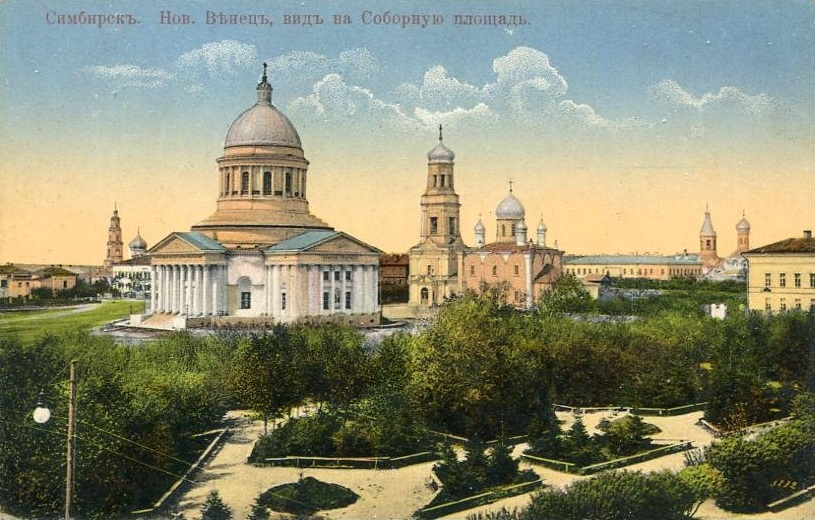
Вид на Соборную площадь: на одной линии — Троицкий,  Николаевский соборы и Николаевская церковь. Открытка 1900 г.
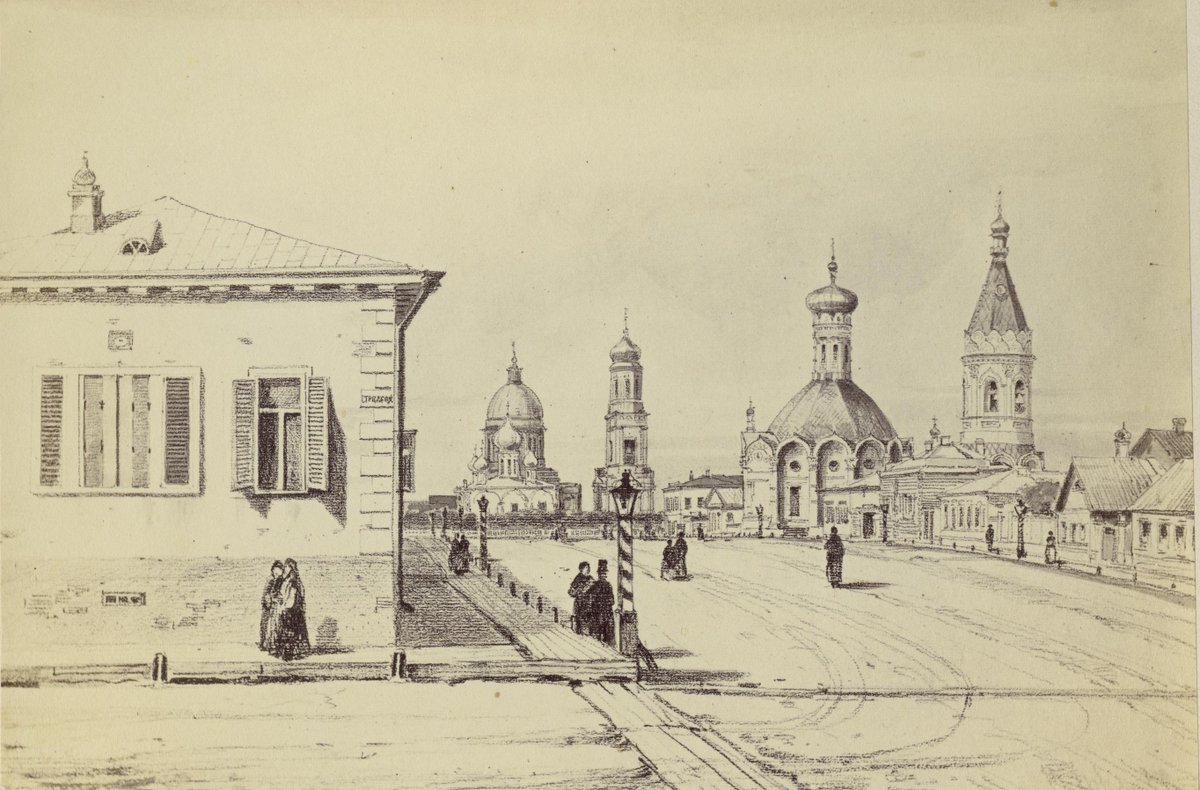
«Симбирск». Рисунок А. П. Боголюбова (1863).
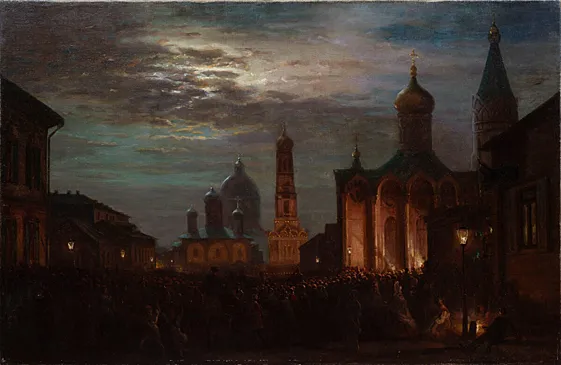
А. П. Боголюбов «Приезд цесаревича Николая Александровича в Симбирск» (1863).